# Красногвардійський (Березовський міський округ)
Кра́сногварді́йський (рос. Красногвардейский) — селище у складі Березовського міського округу Свердловської області.
Населення — 24 особи (2010, 9 у 2002).
Національний склад станом на 2002 рік: росіяни — 100 %.